# El Hajeb
El Hajeb (em árabe: الحاجب; romaniz.: al-Ḥājib) é uma cidade do centro-norte de Marrocos, capital da província homónima, que faz parte da região Meknès-Tafilalet. Em 2004 tinha 27 667 habitantes e estimava-se que em 2012 tivesse 31 660 habitantes.
Situa-se cerca de 30 km a sudeste de Meknès e 170 km a este-sudeste de Rabat e a pocuos quilómetros dos milites norte do Parque Nacional de Ifrane, na zona de transição entre os primeiros contrafortes do Médio Atlas e a planície fértil do Saïs, que separa as cordilheiras do Atlas e do Rife. O nome significa "sobrancelha" em árabe.

## Notas e referências

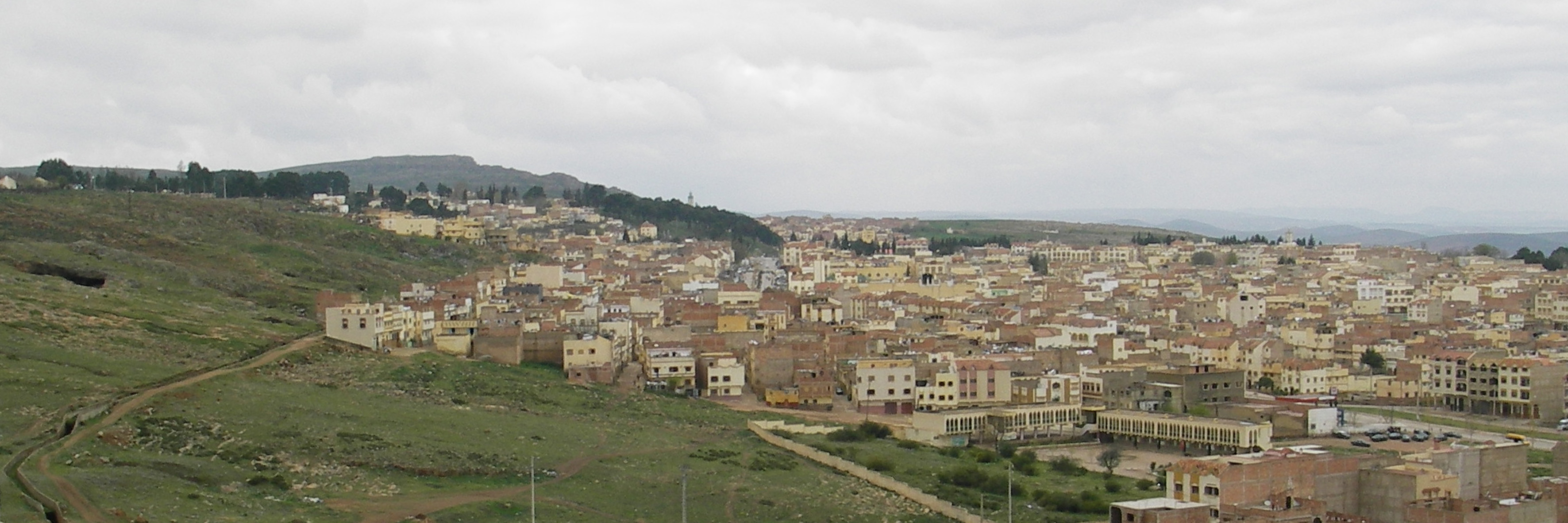
Vista da parte sudeste de El Hajeb